# Les Croix de bois
Pour le film de 1932 adaptation de ce roman, voir Les Croix de bois (film).
Les Croix de bois est un roman publié par Roland Dorgelès en 1919 aux Éditions Albin Michel, inspiré de l'expérience vécue par son auteur durant la Première Guerre mondiale. Pressenti pour l'obtention du prix Goncourt de 1919, il est finalement devancé par À l'ombre des jeunes filles en fleurs de Marcel Proust, qui remporte le prix par six voix contre quatre. L'éditeur fera paraître le volume avec la manchette « Prix Goncourt - 4 voix sur 10 » et sera condamné pour cette action devant un tribunal à 2 000 francs de dommages et intérêts. Il obtient toutefois un prix : le prix Femina.

## Résumé
Les Croix de bois raconte le quotidien des soldats de l'armée française durant la Première Guerre mondiale. Il raconte également la création des cimetières improvisés appelés les croix de bois, à l'origine du titre du livre.

## Explication du titre
Le long des chemins du front, on trouvait souvent une ligne à perte de vue de croix de bois, faites à la va-vite, et posées au-dessus des cadavres de soldats allemands ou français. Soldats inconnus, jeunes soldats, c’est en leur hommage que Dorgelès écrit ce livre, c’est pour leur souvenir, leur mémoire.

## Personnages
- Jacques Larcher : narrateur, différent de ses compagnons, il ne livre jamais ses sentiments mais décrit toujours ceux des autres. Jacques Larcher participe à l'action de pénétration de son livre.
- Gilbert Demachy : nouveau au front, un étudiant qui vient de finir son droit, coquet au commencement mais finit par devenir le meilleur ami des autres soldats, convaincus par sa gentillesse et son doux caractère.
- Sulphart : Rouennais gouailleur et rouspéteur.
- Bouffioux : peureux, mais souffre-douleur, il trouve toujours le moyen de ne pas aller au front en exerçant diverses activités à l’arrière. Il est normand et était marchand de chevaux auprès des civils. Il évite de faire la guerre mais après la dernière bataille, Sulphart apprend par une lettre qu'il y a laissé la vie. Il est gros.
- Bréval : le caporal de l’escouade, très sentimental et ne voulant pas blesser les gens.
- Broucke : originaire du Nord-Pas-de-Calais, c’est le « gamin » du groupe. Il est capable de s’endormir en toutes circonstances. Il sera tué en se portant volontaire pour monter la garde à la place de Bouffioux.

## Structure de l'œuvre
Le roman se découpe en succession de chapitres sans véritable lien entre eux, tels des tableaux de situations propres à la guerre.
Ces diverses représentations offrent au lecteur un panel des types de personnages du début du XXe siècle. Regroupés dans un monde dévasté, l'armée comme liant, c'est dans un esprit de camaraderie que se tisse l'histoire.

## Un livre plébiscité par la critique et les Poilus
Dès sa publication, le livre est accueilli chaleureusement par la critique officielle et par les anciens poilus, fraîchement démobilisés ou hospitalisés pour blessures de guerre. Deux longues critiques littéraires en sont notamment publiées par Émile Henriot et d'André Warnod.